# Nikålssuppe
Nikålssuppe er en traditionel madret til skærtorsdag og hedder også skærtorsdagssøbe eller skærtorsdagskål.
Det er en suppe af ni forskellige slags grønne urter og kål, der kan høstes i påsketiden. Ved at spise denne suppe mente man at kunne holde sig sund og rask det kommende år. Betegnelsen går tilbage til et oldengelsk digt fra vikingetiden: Nine Herbs Charm.
Skærtorsdag hedder på tysk Gründonnerstag (grøntorsdag). Det grønne er afledt af dagens latinske navn: dies viridium. 'Viridis' er frisk, grøn, kraftfuld. Dette er formentlig sammenhængen til den grønne spise. Det tyske navn er Neunkräutersuppe.
Antallet 9 kan fraviges, så det kun er 7 forskellige slags grønt, og hvilke det er, er der vist ingen faste regler for, men traditionelt kommer på tale: grønkål, brændenælde, skvalderkål, brandbæger, lancet-vejbred, glat vejbred, tusindfryd, syre, fuglegræs, pimpinelle, bibernelle, vorterod, mælkebøtte, tvetand, selleri, korsknap, røllike, løg, ramsløg, brøndkarse, tykskulpet brøndkarse, løgkarse, engkarse, birkeblade, dueurt, vejsennep, havekørvel, mælde, snerre, purløg, kørvel, persille, løvstikke, timian, salvie, dild, gulerod (også toppen), gråbynke, rosetkarse (cardamine hirsuta), vårsalat, lægebetonie, natskygge, slangehoved, hønsehirse (echinochloa crus-galli), kamille, vildæble (pyrus malus), fennikel, evt. et par laurbærblade.